# Damani
Damani — порода кіз, що проживають у районах Пакистану Банну та Дера Ісмаїл Хан провінції Хайбер-Пахтунхва. Використовується в основному для виробництва молока.